# Ɑ
ɑ，稱為拉丁alpha或書寫體a，是擴展拉丁字母的一種，來自於 a 的小寫形式或希臘字母  的小寫體。雖然此一字母一般允許變體，但要小心不要和  (Alpha) 搞混。
在國際音標裡，/ɑ/表示一開後不圓唇元音，而/a/則表示開前不圓唇元音。
ɑ 也是非洲参考字母之一，用在喀麥隆的 Fe'fe'語（又作fe'efe'fe）。其大寫體為其小寫體的加大版本。

## 編碼
其小寫字母在Unicode 1.0 開始收錄，即 U+0251 LATIN SMALL LETTER SCRIPT A 。由 1.1.5 版開始，其名稱改為 LATIN SMALL LETTER ALPHA 。
其大寫字母在 Unicode 5.1 版開始收錄，位置為 U+2C6D 。

## 字符编码
| 字符编码 | Unicode | GB 2312 / GBK / GB 18030 | HKSCS  |
| -------- | ------- | ------------------------ | ------ |
| 大写 Ɑ   | U+2C6D  | （無）                   | （無） |
| 小写 ɑ   | U+0251  | A8BB                     | 886B   |

## 拉丁ɑ和希臘α辨析
拉丁Ɑ的豎是直的，而希臘α是「彎」的。